# L'Escarène
L'Escarène (parfois orthographiée Escarène ; L'Escarea (classique et mistralienne) [l ɛs.ka.ˈʀe.a] dans le dialecte local) est une commune française située dans le département des Alpes-Maritimes en région Provence-Alpes-Côte d'Azur. Ses habitants sont appelés les Escarénois ou en dialecte lis escareasques [liz ɛs.ka.ʀe.ˈas.kes].

## Géographie

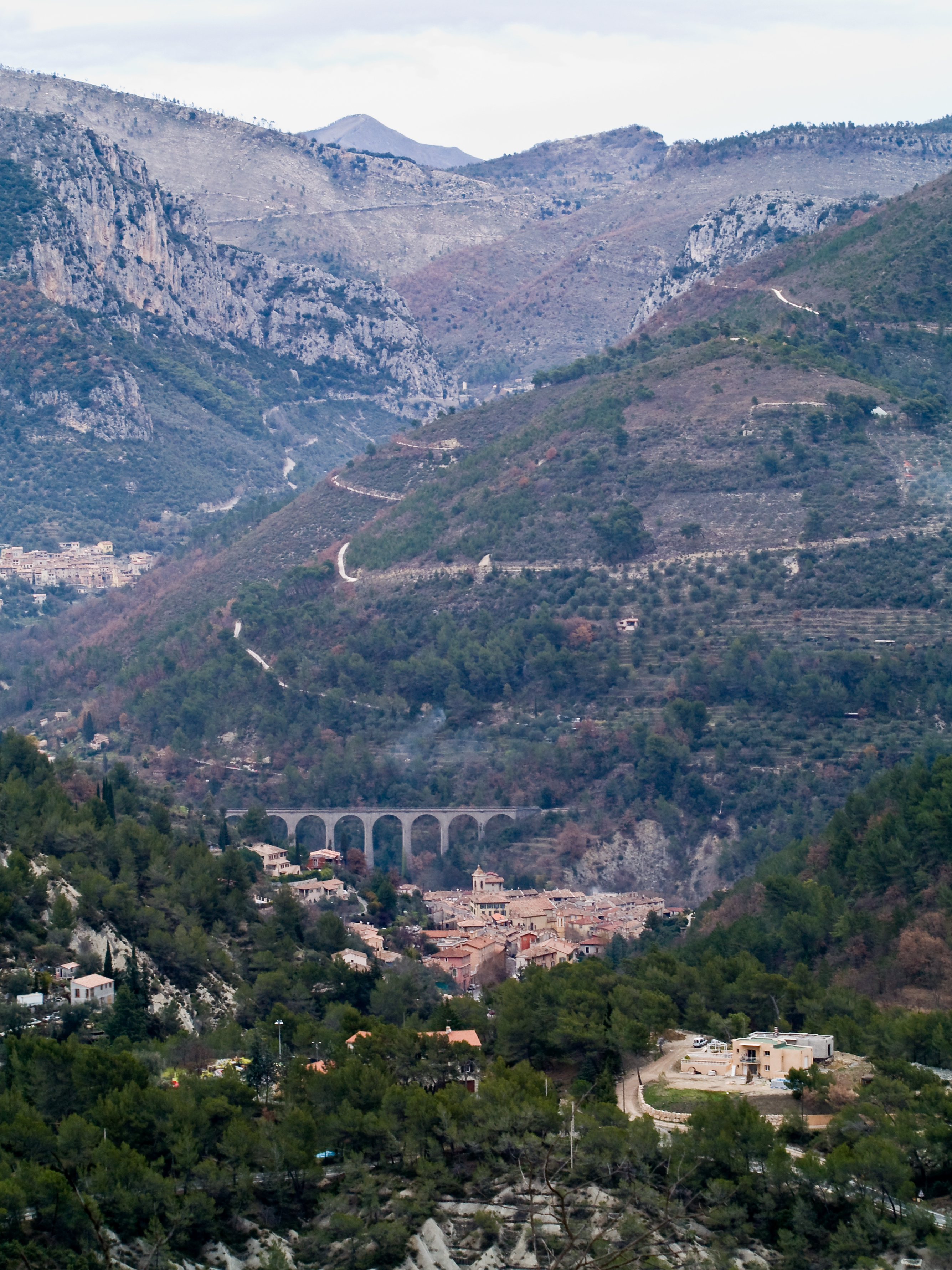
L'Escarène et ses environs.

### Localisation
L’Escarène est une vieille bourgade de l’arrière-pays niçois, à mi-chemin entre la mer et le parc national du Mercantour, et située sur la route de Tende entre le col de Nice et celui de Braus. Elle a été édifiée dans le fond du vallon du Paillon de l'Escarène, à la confluence des ruisseaux du Redebraus et du Paillon.
Plus de la moitié de son territoire est formée de forêt de pins et de chênes, avec des sentiers balisés pour faciliter promenades et randonnées.

### Voies de communication et transports
- Train : la commune est desservie par la ligne de Nice à Breil-sur-Roya. Cette ligne emprunte à cet endroit le viaduc de l'Escarène[1].
- Route : la D 2204 traverse la commune.

Pour se rendre à l'Escarène à partir du centre de Nice, remonter vers la vallée du Paillon par le tunnel, puis poursuivre par la pénétrante jusqu’à la sortie autoroute Nice Est, continuer par la pénétrante en direction de Drap-Contes-Sospel ; au dernier rond-point, prendre à droite la départementale 2204 vers l'Escarène (à 8 km de Nice Est). Compter 20 minutes de trajet.

### Communes limitrophes
| Lucéram         | Touët-de-l'Escarène | Peille |
| Berre-les-Alpes | L'Escarène          | Peille |
| Berre-les-Alpes | Blausasc            | Peille |

### Climat
Pour des articles plus généraux, voir Climat de Provence-Alpes-Côte d'Azur et Climat des Alpes-Maritimes.
En 2010, le climat de la commune est de type climat méditerranéen altéré, selon une étude du Centre national de la recherche scientifique s'appuyant sur une série de données couvrant la période 1971-2000. En 2020, Météo-France publie une typologie des climats de la France métropolitaine dans laquelle la commune est exposée à un climat méditerranéen et est dans la région climatique  Var, Alpes-Maritimes, caractérisée par une pluviométrie abondante en automne et en hiver (250 à 300 mm en automne), un très bon ensoleillement en été (fraction d’insolation > 75 %), un hiver doux (8 °C) et peu de brouillards. 
Pour la période 1971-2000, la température annuelle moyenne est de 13,6 °C, avec une amplitude thermique annuelle de 15,6 °C. Le cumul annuel moyen de précipitations est de 892 mm, avec 5,8 jours de précipitations en janvier et 3,4 jours en juillet. Pour la période 1991-2020, la température moyenne annuelle observée sur la station météorologique de Météo-France la plus proche, « Peira Cava », sur la commune de Lucéram à 5 km à vol d'oiseau, est de 9,4 °C et le cumul annuel moyen de précipitations est de 1 038,8 mm. 
La température maximale relevée sur cette station est de 33 °C, atteinte le 28 juin 2019 ; la température minimale est de −15 °C, atteinte le 23 février 2005,,. 
Les paramètres climatiques de la commune ont été estimés pour le milieu du siècle (2041-2070) selon différents scénarios d'émission de gaz à effet de serre à partir des nouvelles projections climatiques de référence DRIAS-2020. Ils sont consultables sur un site dédié publié par Météo-France en novembre 2022.

## Urbanisme

### Typologie
Au 1er janvier 2024, L'Escarène est catégorisée bourg rural, selon la nouvelle grille communale de densité à 7 niveaux définie par l'Insee en 2022.
Elle appartient à l'unité urbaine de L'Escarène, une unité urbaine monocommunale constituant une ville isolée,. Par ailleurs la commune fait partie de l'aire d'attraction de Nice, dont elle est une commune de la couronne,. Cette aire, qui regroupe 100 communes, est catégorisée dans les aires de 200 000 à moins de 700 000 habitants,.

### Occupation des sols
L'occupation des sols de la commune, telle qu'elle ressort de la base de données européenne d’occupation biophysique des sols Corine Land Cover (CLC), est marquée par l'importance des forêts et milieux semi-naturels (66,7 % en 2018), en diminution par rapport à 1990 (90,9 %). La répartition détaillée en 2018 est la suivante : milieux à végétation arbustive et/ou herbacée (35,3 %), forêts (28 %), zones agricoles hétérogènes (13,9 %), cultures permanentes (11,3 %), zones urbanisées (8,1 %), espaces ouverts, sans ou avec peu de végétation (3,4 %).
L'évolution de l’occupation des sols de la commune et de ses infrastructures peut être observée sur les différentes représentations cartographiques du territoire : la carte de Cassini (XVIIIe siècle), la carte d'état-major (1820-1866) et les cartes ou photos aériennes de l'IGN pour la période actuelle (1950 à aujourd'hui).

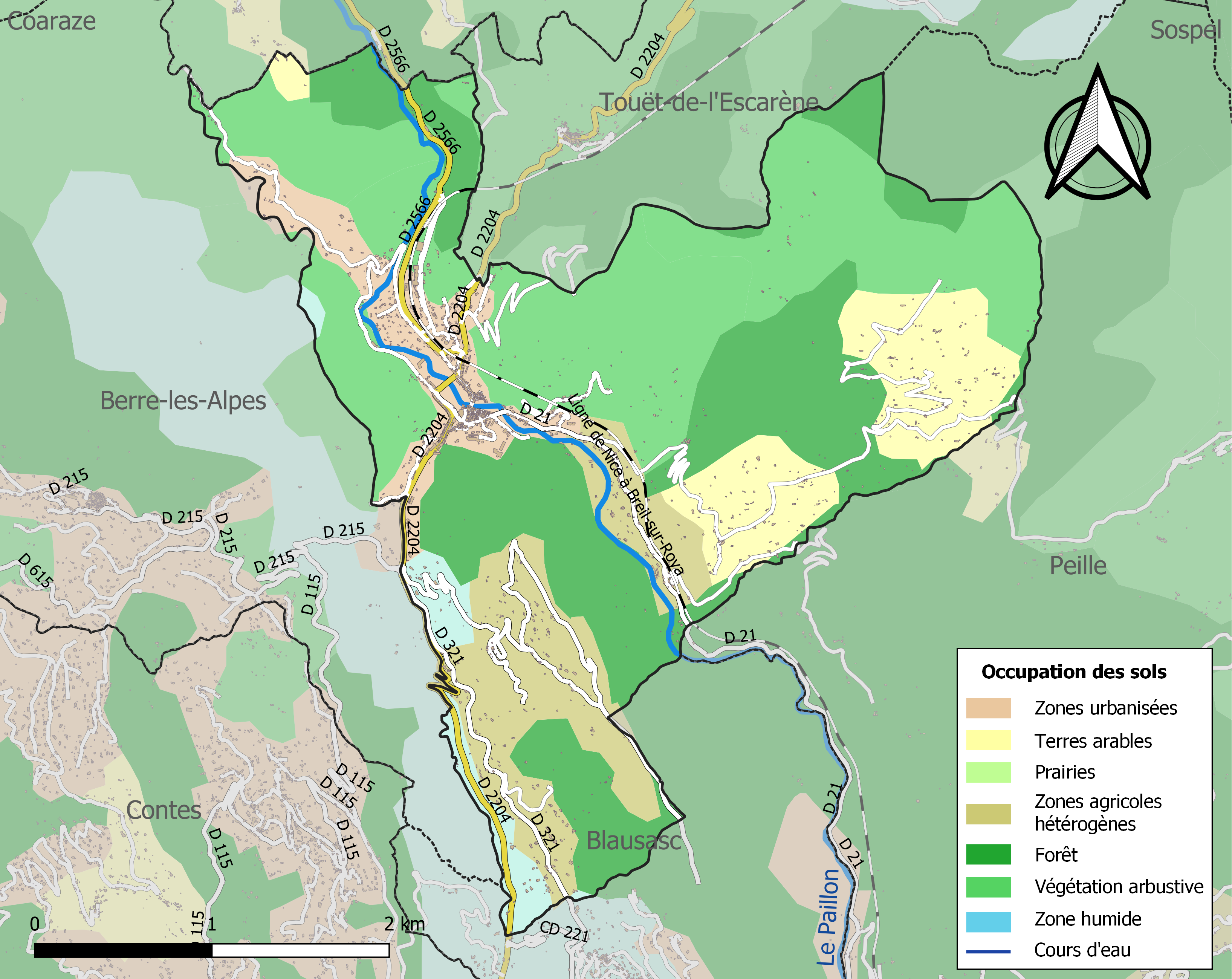
Carte de l'occupation des sols de la commune en 2018 (CLC).

## Toponyme
Le nom de la commune vient de l'ancien occitan scarenna, nom de lieux-dits fréquent dans les Alpes et plus largement le Sud-Est (Escarène, Echarenne, Echerenne, Eycherennes, Eysserennes, Echirène, Echarasson, Chérennes, etc). Le mot dérive du latin scala, « échelle », avec rhotacisme classique du l intervocalique en r. En toponymie, il désigne l'arête, la partie la plus raide de la montagne où l'on accède comme par les degrés d'une échelle.
En occitan vivaro-alpin (gavot) escaréasque, le nom de la commune est L'Escarea selon la norme classique et la norme mistralienne. En langue occitane localement, la forme escaréasque est L'Escarea. La forme L'Escarena est celle en provençal comme en niçois. Les habitants sont lis Escareasques (norme classique comme norme mistralienne). Scarena est le nom italien de la commune, officiel entre 1814 et 1860.

## Histoire
Le village est cité au XIe siècle. En 1037, il existe une église Saint-Pierre à L'Escarène. Le fief de Lescarena ou Scarena appartenait à l'abbaye Saint-Pons de Nice.
Un château y a été construit dans la première moitié du XIIIe siècle mais il est cité comme détruit en 1252. Les premières maisons ont été construites à la fin du XIIIe siècle. La plus ancienne maison connue est la maïoun dé Pié, à Safranier. Sans porte ni fenêtre, on devait y entrer par le toit au moyen d'une échelle.
En 1520, le village s'est détaché de la commune de Peille. La seigneurie de la commune a appartenu à une famille de consuls de Nice, les Tonduti qui ont eu le titre de comte de L'Escarène. Jusqu'en 1570, le village s'est développé sur les pentes du mont Pifourchier.
Le développement de la route du sel entre Nice et le Piémont par L'Escarène, Lucéram, Lantosque et la vallée de la Vésubie va faire du bourg une étape. La construction de la route royale par le col de Tende va accroître l'importance de la ville comme relais routier.
Pendant la Révolution, il y a à L'Escarène un tribunal militaire jugeant les barbets.
Le séisme du 23 février 1887 a fait des dégâts dans la région.
Le 30 octobre 1928 est inaugurée la ligne de chemin de fer de Nice à Coni.

### Liste des maires

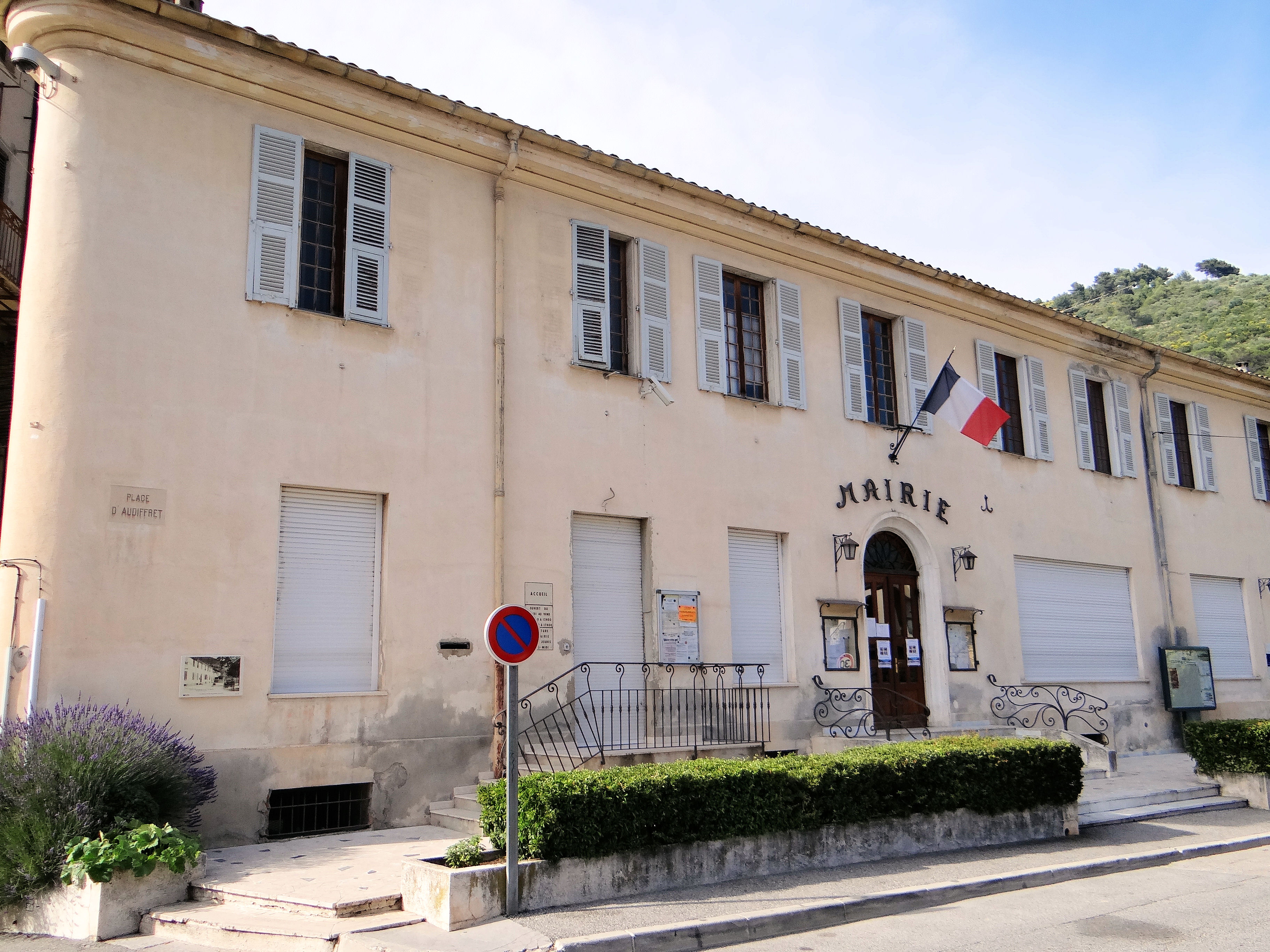
La mairie.

## Politique et administration

### Jumelages
- Seborga (Italie) depuis 2003

## Population et société

### Démographie
L'évolution du nombre d'habitants est connue à travers les recensements de la population effectués dans la commune depuis 1793. Pour les communes de moins de 10 000 habitants, une enquête de recensement portant sur toute la population est réalisée tous les cinq ans, les populations de référence des années intermédiaires étant quant à elles estimées par interpolation ou extrapolation. Pour la commune, le premier recensement exhaustif entrant dans le cadre du nouveau dispositif a été réalisé en 2004.

En 2022, la commune comptait 2 563 habitants, en évolution de +2,23 % par rapport à 2016 (Alpes-Maritimes : +2,85 %, France hors Mayotte : +2,11 %).
| 1793 | 1800  | 1806  | 1822  | 1838  | 1848  | 1858 | 1861  | 1866  |
| ---- | ----- | ----- | ----- | ----- | ----- | ---- | ----- | ----- |
| 998  | 1 177 | 1 365 | 1 685 | 1 856 | 2 048 | 580  | 1 819 | 1 762 |

| 1872  | 1876  | 1881  | 1886  | 1891  | 1896  | 1901  | 1906  | 1911  |
| ----- | ----- | ----- | ----- | ----- | ----- | ----- | ----- | ----- |
| 1 627 | 1 585 | 1 496 | 1 482 | 1 457 | 1 370 | 1 281 | 1 128 | 1 108 |

| 1921  | 1926  | 1931  | 1936  | 1946 | 1954 | 1962  | 1968  | 1975  |
| ----- | ----- | ----- | ----- | ---- | ---- | ----- | ----- | ----- |
| 1 220 | 1 467 | 1 062 | 1 071 | 902  | 953  | 1 223 | 1 619 | 1 553 |

| 1982  | 1990  | 1999  | 2004  | 2006  | 2009  | 2014  | 2019  | 2022  |
| ----- | ----- | ----- | ----- | ----- | ----- | ----- | ----- | ----- |
| 1 424 | 1 751 | 2 128 | 2 239 | 2 259 | 2 384 | 2 511 | 2 554 | 2 563 |

### Manifestations culturelles et festivités
En 1991 fut fondé le Festival de Musique Ancienne de l'Escarène et du Paillon. Cette manifestation a programmé plus de 200 formations internationales couvrant les répertoires médiévaux, renaissance et baroque. Les organistes Bernard Foccroulle, Jean-Marc Aymes, Olivier Vernet, Dominique Ferran, Jean-Patrice Brosse  se sont succédé à la tribune des orgues Grinda. Paul Van Nevel, Brigitte Lesne, Pedro Memelsdorff, René Clemencic, Hélène Schmitt, Jean-Christophe Spinosi, Chiara Banchini, Guillemette Laurens, Dominique Visse, Rinat Shaham, Arianna Savall, Michael Lonsdale, Gabriel Garrido, Christina Pluhar, Vincent Dumestre, Martin Gester, Hervé Niquet, Hugo Reyne ou Jean Tubéry y ont donné des prestations.[réf. nécessaire]
Depuis l'an 2000, les « Rendez-vous de l'Orgue Vivant » sont organisés chaque été pour mettre en valeur l'orgue historique des frères Grinda. Plusieurs récitals d'orgue sont ainsi programmés au cours des mois d'août et septembre avec le concours d'organistes prestigieux comme René Saorgin, Marc Giacone ou Henri Pourteau.

## Culture locale et patrimoine

### Lieux et monuments
- L'église Saint-Pierre-ès-Liens et son orgue historique classé, construit par les frères Grinda en 1791
- La chapelle des Pénitents blancs
- La chapelle des Pénitents noirs
- Le moulin à huile et son musée
- Le Pont-Vieux
- Le quartier du Serre
- Le monument aux morts
- Le mausolée de la 1re DFL
- Le mémorial du hameau de forestage (1963-1980) de la Grave de Peille
- Les lavoirs
- La chapelle Saint-Roch
- La chapelle Saint-Pancrace
- Le parcours botanique ScarénaBerra
- Le parc Aiga que canta
- Le musée des cougourdons

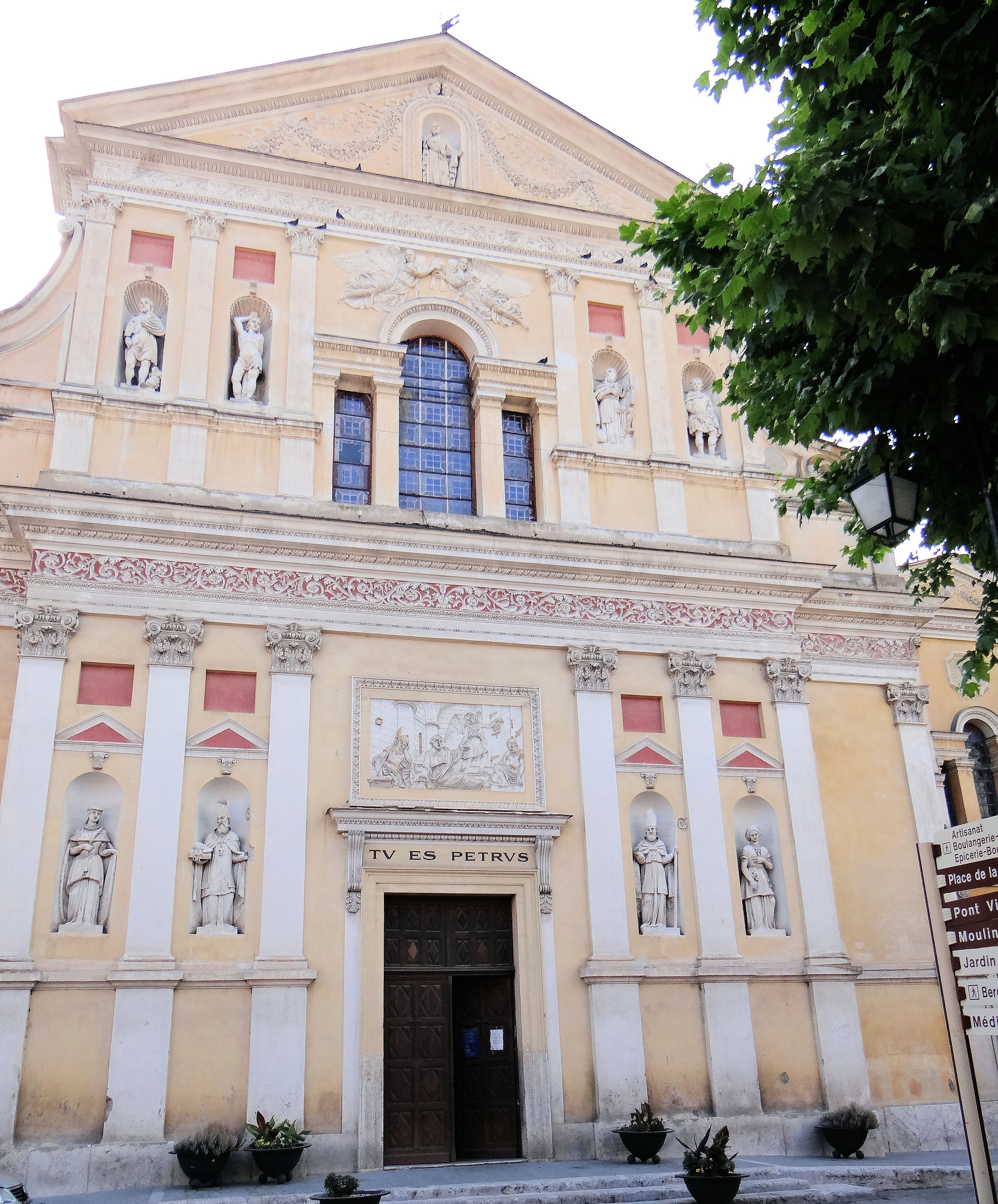
L'église Saint-Pierre-ès-Liens.
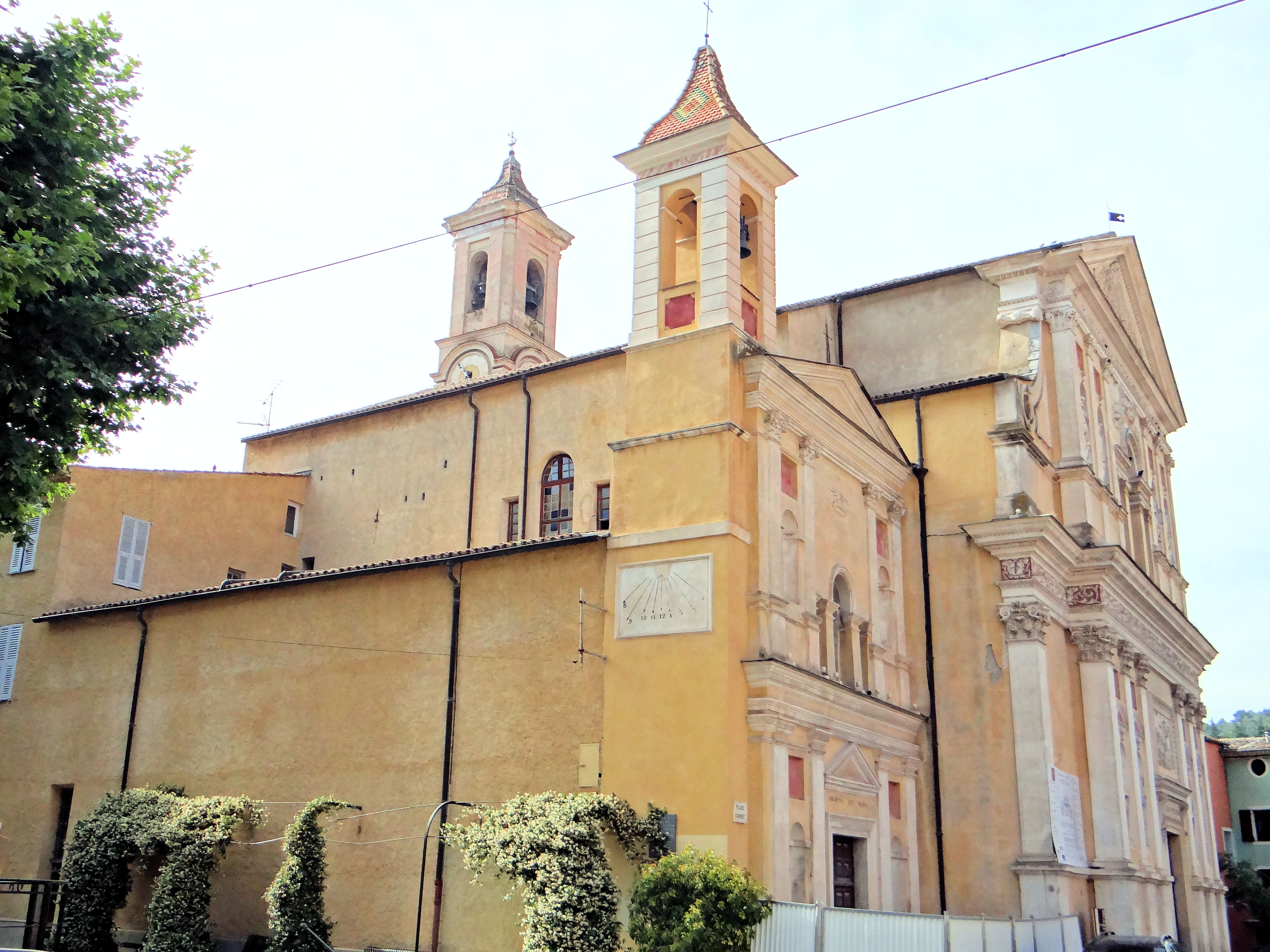
L'église Saint-Pierre-ès-Liens et la chapelle des Pénitents noirs.
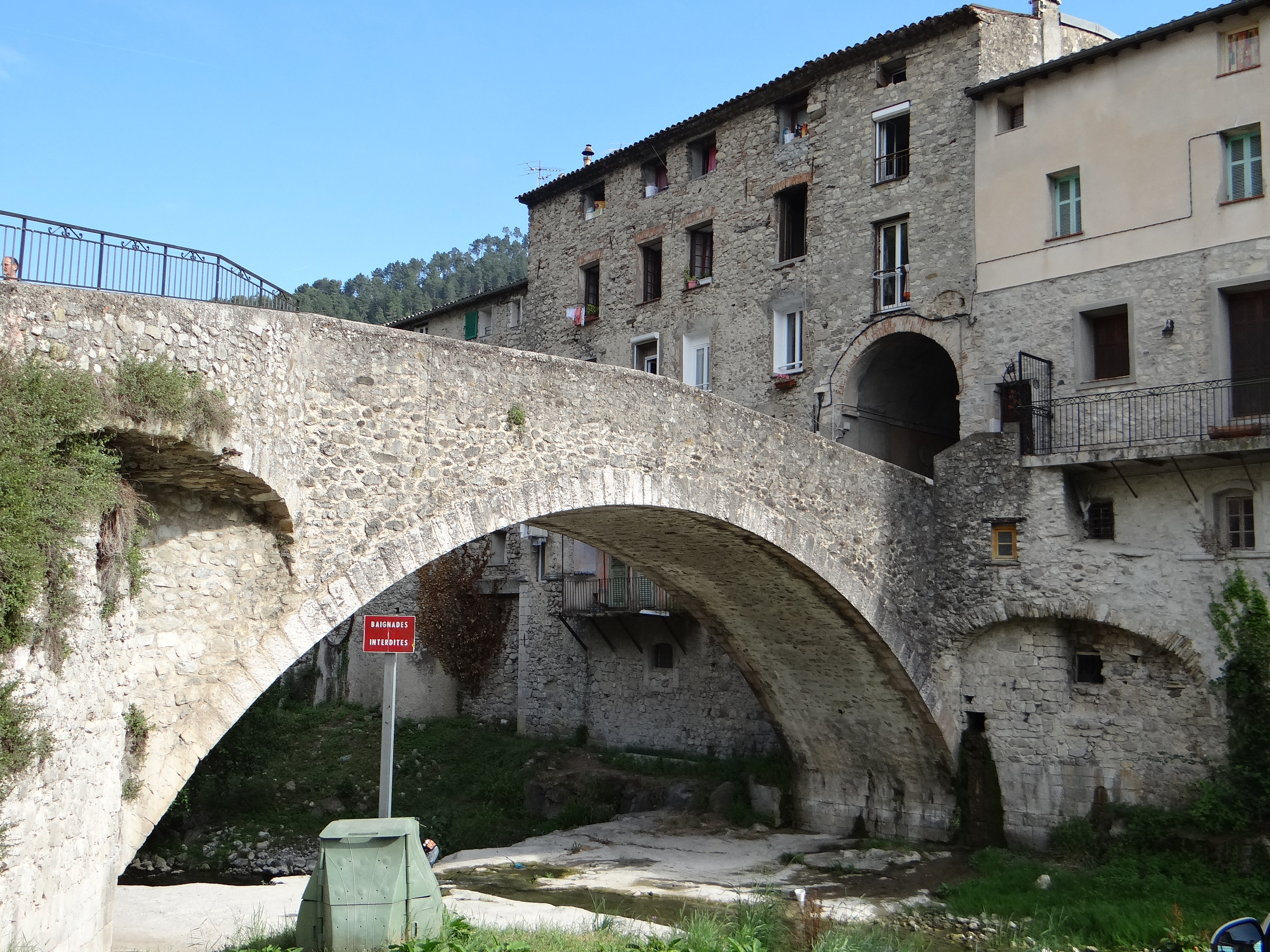
Le Pont-Vieux.

### Héraldique
| Blason de L'Escarène | Blason  | D'or denticulé de sable, au chevron d'azur chargé de cinq étoiles du champ, accompagné en pointe d'un faucon chaperonné de sable posé sur un mont isolé du même. |
| Blason de L'Escarène | Détails | Le statut officiel du blason reste à déterminer. |

## Personnalités liées à la commune
- François Fulconis dit Lalin, né à L'Escarène en 1760 chef Barbet mort en 1797[27],[28].
- Henri Bénévène (1906-1945), légionnaire d'origine suisse, Compagnon de la Libération, Mort pour la France sur le territoire de la commune et inhumé au mausolée de la 1re DFL.